# Bulbophyllum cyclopense
Bulbophyllum cyclopense är en orkidéart som beskrevs av Johannes Jacobus Smith. Bulbophyllum cyclopense ingår i släktet Bulbophyllum och familjen orkidéer. Inga underarter finns listade i Catalogue of Life.